# Forêts pluviales d'altitude de Nouvelle-Guinée septentrionale
Localisation
Les forêts pluviales d'altitude de Nouvelle-Guinée septentrionale est une écorégion définie par le fonds mondial pour la Nature (WWF). Elle couvre des zones éparses dans le nord de l'île de Nouvelle-Guinée, en Papouasie-Nouvelle-Guinée et dans la province indonésienne de Papouasie. Elle appartient à l'écozone australasienne et au biome des forêts décidues humides tropicales et subtropicales.